# Varāzān
Varāzān (persiska: ورازان) är en ort i Iran.   Den ligger i provinsen Mazandaran, i den norra delen av landet, 70 km nordost om huvudstaden Teheran. Varāzān ligger 1 935 meter över havet och antalet invånare är 645.
Terrängen runt Varāzān är bergig österut, men västerut är den kuperad. Runt Varāzān är det ganska glesbefolkat, med 39 invånare per kvadratkilometer. Närmaste större samhälle är Baladeh, 9,7 km söder om Varāzān. Trakten runt Varāzān består i huvudsak av gräsmarker.